# Castelo da Lousa
Das Castelo da Lousa ist die im Alqueva-Stausee untergegangene Ruine eines römischen Wehrgehöftes in der Gemeinde Luz, Kreis Mourão, Distrikt Évora (Alentejo), in Portugal. 

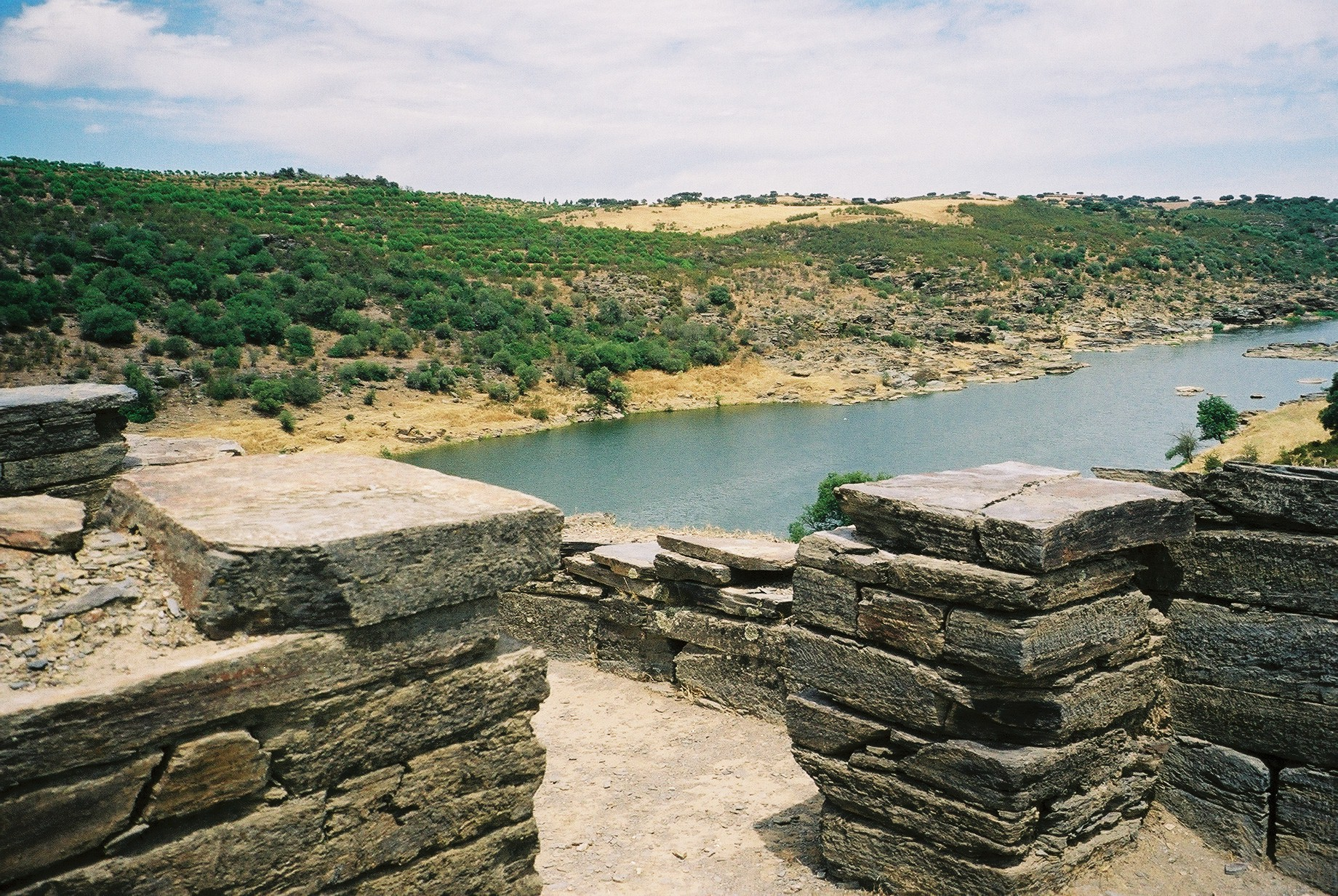
Ruinen des Castelo da Lousa oberhalb des Guadiana

## Lage
Die Anlage befindet sich auf einer Felsterrasse oberhalb des linken Ufers des Rio Guadiana, etwa 2,5 km nördlich der Ortschaft Luz und 6 km westnordwestlich von Mourão. Die stark gegliederte Hügellandschaft besteht in Flussnähe aus Schieferformationen, die durch Erosion stark zerklüftet ist. Einschnitte von Bächen und Erosionsrinnen in die Uferlandschaft hatten zur Folge, dass die Terrasse des Castelo nur von Süden her zugänglich und von der flussabgewandten Seite etwas versteckt ist.  

## Forschungsgeschichte
Das Castelo da Lousa wurde erstmals zwischen 1963 und 1967 von A. do Paço und J. Bação Leal untersucht. Wegen der drohenden Überflutung durch das Staudamm-Projekt führte die Abteilung Madrid des Deutschen Archäologischen Instituts 1984 eine Aufmessung der erhaltenen Mauern durch.
Im Jahr 2000 wurde im Umfeld des Castelo da Lousa durch eine deutsche Firma eine geophysikalische Vermessung durchgeführt.

## Anlage
Der Kernbau der Anlage sperrt den Felssporn an seiner schmalsten, nur etwa 18 m breiten Stelle ab. Um den rechteckigen Bau gruppierten sich auf einer tiefer gelegenen Terrasse verschiedene Nebengebäude, deren Zweck in der Landwirtschaft gesucht wird. Diese Terrassen waren zum größten Teil künstlich durch Mauerwerk verstärkt. Das verwendete Material bestand aus dem Tonschiefer der Region, der sich durch seine gute Spaltbarkeit dergestalt auftürmen ließ, dass man kaum Mörtel benötigte.
Für die Erbauung des Kernbaus wurden einerseits stark fundamentierte Stützmauern aufgeführt, zum anderen musste ein Teil des Felsens abgetragen werden, um den Grundriss in die Realität umzusetzen. Das erhaltene Mauerwerk war in der Nordwestecke, von der Bausohle zur Abbruchkrone gemessen, 6 m hoch. Die Außenmauern des Kernbaus umschlossen eine Fläche von 19,23 × 16,8 m und waren etwas über 2 m dick. Die Grundrissanordnung basierte auf einem axial-symmetrischen Entwurf, dem wiederum ein nach römischen Fuß (29,6 cm) berechnetes Raster zugrunde lag.
Nach dem Betreten eines Vorraumes befand man sich in einem Innenhof, in dessen Mitte sich eine Zisterne erhalten hat. Von hier aus konnte man in alle Räume des Untergeschosses gelangen, in deren Außenwänden sich vereinzelt noch Schlitzfenster erhalten haben, die nach Wahls Meinung aber eher für den Lichteinfall und die Belüftung genutzt wurden, denn als Schießscharten. An einer dieser Wände hat sich ein Treppenaufgang erhalten, der die Mehrgeschossigkeit solcher Bauten belegt. Wahrscheinlich handelte es sich meist um zweistöckige Bauten, deren Oberbau aus Fachwerk aufgesetzt war, wie hier Teile des Versturzes bewiesen. Die Zisterne im Innenhof des Castelo da Lousa beweist, dass dieser Bau wahrscheinlich mit einem nach innen gerichteten Pultdach gedeckt war, welches nach außen keine Angriffsmöglichkeit bot und innen das Auffangen des Regenwassers garantierte.

## Funde
Die Datierung der Anlage erfolgt aufgrund von vier gefundenen Münzen, die in die Zeit 130 – 22 v. Chr. datieren, der starken Anwesenheit sogenannter Campana-Ware (Campana B), sowie Sigillata-Formen, die mit den frühen Stücken vom Rhein vergleichbar sind. Die Gebrauchskeramik weist in die Mitte des 1. Jahrhunderts v. Chr. Es ergibt sich eine Besiedlungsdauer des Platzes von 70/60 v. Chr. bis um Christi Geburt, was mit der Datierung  anderer Wehrgehöfte der iberischen Halbinsel einhergeht.
Die Funde befinden sich im Museu Regional de Évora.

## Deutung
Durch die Topographie ergibt sich der stark defensive Charakter des Platzes, der die Ortswahl bestimmte. Deshalb dürfte es kaum, wie ursprünglich vermutet, als Wach- und Signalstation gedient haben. Die Tatsache, dass dieser Gebäudekomplex abseits von größeren Siedlungen oder Verkehrswegen (der Río Guadiana ist hier nicht schiffbar) lag, sowie die Anordnung der Gebäude mit einem wehrhaften Kernbau und mehreren in lockerer Bauweise hinzugefügten Nebengebäuden lassen eher an die Funktion eines landwirtschaftlichen Betriebes denken, der aus verschiedenen Gründen einen wehrhaften Charakter haben musste. Diese Anlagen eigneten sich lediglich zur passiven Nahverteidigung vor räuberischen Überfällen. Eine Deutung als Wach- oder Signalstation, die sich einzig aufgrund der Größe ergäbe, scheidet auch wegen der dichten Gruppierung dieser Gebäude östlich von Castro Verde aus. Auch fehlen im Fundbestand Belege für Militär völlig, Funde von Spinnwirteln und Webgewichten aus vielen „fortelezas“ deuten auf landwirtschaftliche Betriebe hin, die sich in dieser Abgeschiedenheit selbst versorgten. Ackerbau kommt jedoch in diesem wenig fruchtbaren Gebiet außer für den Eigenbedarf nicht in Frage, sodass die Haupterwerbsquelle die Viehzucht gewesen sein dürfte.
Typen von solchen wehrhaften Höfen gibt es im mediterranen Raum vor allen Dingen in den griechisch beeinflussten Gebieten, in Nordafrika bis in byzantinisch-islamische Zeit hinein und auf der iberischen Halbinsel wieder in spätantiker Zeit. Die Region, in der diese Gehöfte in Lusitanien lagen, galt im 1. Jahrhundert als berüchtigt für das Bandenunwesen, das die Römer immer wieder zu Gegenmaßnahmen nötigte. Varro erwähnt, dass die Bewirtschaftung vieler Landgüter im Grenzgebiet zu den Lusitaniern unrentabel sei, propter latrocinia vicinorum. Strabon stellt die Lusitanier und vor allem die Bergstämme als kaum zivilisierte Barbaren dar, und schildert sie wegen ihrer kriegerischen Natur und Beutegier als klassische Banditen. Auch befinden wir uns im 1. Jahrhundert v. Chr. in einer Zeit, in der es auf der Halbinsel noch freie Landesteile gab, die nicht zum Römischen Reich gehörten.